# Rajd KAK 1967
Rajd KAK 1967 (18. KAK-Rallyt) – 18 edycja rajdu samochodowego Rajd KAK rozgrywanego w Szwecji. Rozgrywany był od 9 do 13 lutego 1967 roku. Była to druga runda Rajdowych Mistrzostw Europy w roku 1967.

## Klasyfikacja rajdu
| Miejsce                      | Kierowca                     | Pilot                        | Samochód                     | Czas                         | Strata                       |                              |
| Klasyfikacja generalna i ERC | Klasyfikacja generalna i ERC | Klasyfikacja generalna i ERC | Klasyfikacja generalna i ERC | Klasyfikacja generalna i ERC | Klasyfikacja generalna i ERC | Klasyfikacja generalna i ERC |
| ---------------------------- | ---------------------------- | ---------------------------- | ---------------------------- | ---------------------------- | ---------------------------- | ---------------------------- |
| 1.                           | Bengt Söderström             | Gunnar Palm                  | Ford Cortina Lotus           | 12:08:46                     | 0.0                          |                              |
| 2.                           | Simo Lampinen                | Torsten Palm                 | Saab 96 V4                   | 12:20:40                     | +11:54                       |                              |
| 3.                           | Rauno Aaltonen               | Henry Liddon                 | Austin Mini Cooper S         | 12:25:20                     | +16:34                       |                              |
| 4.                           | Ove Eriksson                 | Hans Johansson               | Opel Rekord                  | 12:41:58                     | +33:12                       |                              |
| 5.                           | Lillebror Nasenius           | Bengt Frodin                 | Opel Rekord                  | 12:48:25                     | +39:39                       |                              |
| 6.                           | Pauli Toivonen               | Jyrki Ahava                  | Lancia Fulvia Coupé HF       | 12:55:14                     | +46:27                       |                              |
| 7.                           | Olle Bromark                 | Rolf Eriksson                | Saab 96 V4                   | 13:03:02                     | +54:15                       |                              |
| 8.                           | Leif Nilsson                 | Kalle Riggare                | Porsche 911                  | 13:03:06                     | +54:19                       |                              |
| 9.                           | Bertil Söderström            | Rune Ohlsson                 | Opel Rekord                  | 13:03:56                     | +55:10                       |                              |
| 10.                          | Anders Gullberg              | Leif Wåhlin                  | Opel Rekord                  | 13:04:10                     | +55:23                       |                              |